# Postendothyra
Postendothyra es un género de foraminífero bentónico de la familia Bradyinidae, de la superfamilia Endothyroidea, del suborden Fusulinina y del orden Fusulinida. Su especie tipo es Postendothyra scabra. Su rango cronoestratigráfico abarca el Kunguriense (Pérmico inferior).

## Discusión
Clasificaciones más recientes incluyen Postendothyra en la superfamilia Bradyinoidea, del suborden Endothyrina, del orden Endothyrida, de la subclase Fusulinana y de la clase Fusulinata.

## Clasificación
Postendothyra incluye a las siguientes especies:
- Postendothyra amina †
- Postendothyra prepta †
- Postendothyra scabra †
- Postendothyra strena †